# Торборг, Керстин
Керстин Торборг (швед. Kerstin Thorborg; 1896—1970) — шведская оперная певица (альт, меццо-сопрано).
Имела звание Придворной певицы с 1944 года.

## Биография
Родилась 19 мая 1896 года в провинции Даларна в семье Виктора Торборга и его жены Хильдур Бохман. Керстин родилась в Веньяне, но через несколько лет семья переехала в город Хедемора, где её отец работал редактором газеты. У отца был сильный басовый голос, и он некоторое время выступал в известном шведском хоре Orphei Drängar. После того, как Керстин в подростковом возрасте выступила солисткой на одном из концертов этого хора, артисты убедили её родителей, что девочку следует отдать в школу пения. Получив первоначально частные уроки пения, она поступила затем в оперную школу Королевской оперыв Стокгольме.
По окончании обучения, Керстин дебютировала в 1923 году в Стокгольмской опере в партии Лолы оперы Пьетро Масканьи «Сельская честь». В 1924 году состоялся её главный оперный дебют в партии Ортруды в опере Вагнера «Лоэнгрин», и Торборг проработала в этом театре по 1930 год.
В 1928 году Керстин Торборг вышла замуж за театрального сценариста и режиссёра Густава Бергмана, который сделал успешную карьеру тенора-героя в Европе и в Соединенных Штатах. Густав имел хорошие отношения с семьёй Вагнера и стал хорошим другом композитора Пуччини. В 1927 году Керстин успешно выступила на крупном концерте шведской музыки во Франкфурте-на-Майне и после женитьбы решила строить свою карьеру в Германии.
Работала в Государственном театре Нюрнберга, затем в Берлинской опере. Торборг стала одной из лучших вагнеровских певиц своего времени, но с приходом к власти в Германии Гитлера, восхищавшегося операми Вагнера, она дистанцировалась от нацизма и в 1934 году не продлила свой контракт с Берлинской оперой. Переехала в Австрию и пела в Венской опере. Когда нацисты пришли к власти и в Австрии, она разорвала контракт с Венской оперой и уехала в Соединенные Штаты.
Керстин Торборг была участником коллектива нью-йоркской Метрополитен-оперы, где проработала с 1938 по 1950 год и стала популярной певицей, также за свои роли в операх Вагнера, выступая и в операх других известных композиторов.
В 1950 году Торборг завершил карьеру певца, вышла на пенсию и вернулась в Швецию, поселившись в собственном доме в Хедеморе на юге Даларны.
Умерла 12 апреля 1970 года в Хедеморе и была похоронена на его городском кладбище.
В 1939 году певица была награждена медалью Litteris et Artibus.